# Spionagesatelliet

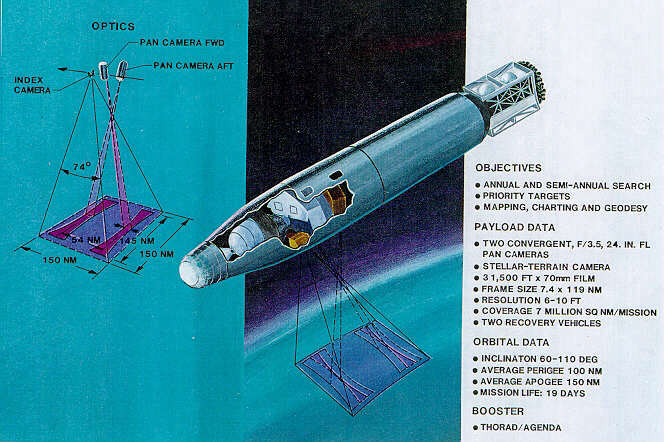
KH-4B Corona spionagesatelliet

Een spionagesatelliet is een militaire kunstmatige satelliet die gebruikt wordt om vijandelijke terreinen te kunnen observeren om zo informatie over bijvoorbeeld bewapening te winnen.
Een groot voordeel van een spionagesatelliet is dat men de vijand kan bekijken zonder dat die natie daar weet van heeft.
Een van de eerste spionagesatellieten is de CORONA (satelliet), die door de Verenigde Staten van Amerika in 1959 gelanceerd werd.